# Emseloh
Emseloh è un ex comune tedesco di 611 abitanti, situato nel land della Sassonia-Anhalt. Dal 1º gennaio 2010 Emseloh, insieme ai comuni di Beyernaumburg, Holdenstedt, Liedersdorf, Mittelhausen, Niederröblingen, Nienstedt, Pölsfeld, Sotterhausen e Wolferstedt, è stato incorporato come frazione nella città di Allstedt.